# ディープ・ブルー (1999年の映画)
『ディープ・ブルー』（原題: Deep Blue Sea）は、1999年制作のアメリカ合衆国のSFアクションホラー映画。レニー・ハーリン監督。

## あらすじ
プロローグ
太平洋上の元アメリカ海軍の潜水艦補給所を改造して建設された医学研究施設アクアティカ。そこでアルツハイマー病の研究を行なっていた科学者のスーザンは、施設で飼育されているアオザメの脳細胞を利用したアルツハイマー病の治療薬を開発していた。
しかしある時、飼育されていた第一世代のサメ一頭がアクアティカから脱走し、同施設の近くでクルージングを楽しんでいた若者4名を乗せたヨットを襲撃するという事故が発生した。アクアティカの"サメの番人"であるカーターがサメを捕獲し、怪我人も出さずに事態を収拾したが、この事故はメディアで大きく報じられることとなる。
序盤
アクアティカを所有するキマイラ製薬社長のラッセルはこの事態を重く見て、多額の研究費用の投資差し止めと施設の全面閉鎖とをスーザンに宣告するが、個人的な信念を持っていたスーザンはこれに反発して、研究がほぼ完成段階にある事を証明するために猶予をもらい、ラッセルをアクアティカに招いた。そこには第一世代のつがいと、その二頭の間に生まれた第二世代の雌の三頭が、施設を中心とするチタン合金製の頑丈な金網で囲まれた大型水槽で飼育されていた。
ラッセルがアクアティカを訪れた翌日の夜、最終実験のためにカーターが第二世代のサメに麻酔を掛けて搬送。ラッセルの見守る中、スーザンの全体指揮の下でサメの脳から脳細胞を抽出されプロトタイプの試薬が完成した。早速アルツハイマー患者から摘出した脳で治験を実施したところ、予想以上の脳の活性化に成功する。
皆が歓喜に湧く中、ジムがサメを褒めに向かったところ、麻酔が効いて睡眠状態にあったはずのサメが突如動き出し、ジムの右腕を食いちぎった。すぐさまカーターがショットガンでサメを駆除しようとするも、スーザンがこれを制止し、サメを水槽に戻してしまった。サメを逃がすという暴挙に出たスーザンにカーターは怒りを露わにしながら救助ヘリを要請する。
嵐の吹き荒れる中、ジムを担架に載せて、到着した救助ヘリへと引き上げようとするが、担架を吊り上げていたワイヤーの電動ウィンチが突如故障して、急激な逆回転を起こす。ジムは担架に固定されたままサメのいる水中に落ちてしまった。施設の通信室にいた通信係のブレンダはこの様子を見て、直ちにヘリの機体を上昇させて担架を水から引き上げるよう指示を送るが、その最中にサメがジムの担架を咥えてヘリを施設に向けて引きずっていった。
なす術のないままヘリは施設に激突し大爆発、通信室も巻き込まれ、ブレンダもろとも吹き飛ばした。その直後、爆発で飛び散ったヘリの残骸が主電源装置に接触し、駐機していたラッセルの飛行機も巻き込みながら爆発炎上し、施設全体のシステムが完全にダウンしてしまった。
中盤
いまだ状況を把握できずにいるカーターらに追い打ちを掛けるかのように、第二世代のサメがジムを固定した担架を実験室のガラスに勢いよく叩き付けた。ひびの入ったガラスは水圧で瞬く間に割れ、大量の海水が一気に実験室へと流れ込んだ。
フロアを移って辛くも浸水から逃げ延び、状況把握をする中でラッセルがスーザンにサメに何をしたのかを問い詰める。実はサメの脳の大きさはたんぱく質の採集には不十分だった。研究中止を恐れたスーザンがジムと結託して遺伝子操作で脳を大きくし、その影響でサメが人間並み又はそれ以上の知能を得たことが判明する。また、システムダウンにより救難信号さえ出せなくなったアクアティカは海に佇む牢獄と化していた。

## 登場人物
スーザン・マカリスター
キマイラ製薬の研究員でアクアティカの医学研究部部長。美しい容姿と完璧なプロポーションとを併せ持った女性で、気配りもでき、周囲の仲間にも慕われているが研究には人一倍厳しい。アルツハイマー病で亡くなった父の影響で、病に苦しむ人々を幸せにするべくサメの脳細胞を利用したアルツハイマーの治療薬の研究を行っている。母親も既に鬼籍に入っている。
サメの脳細胞ではたんぱく質が不十分で研究は思うように進んでおらず、それに追い打ちをかけるように本編冒頭で第一世代の脱走、および民間人襲撃事故が発生してしまう。焦った彼女は研究中止を懸念し、ジムと共にサメの遺伝子を組み替えてたんぱく質を増殖させたことにより実験でアルツハイマー病患者の脳を蘇生させることに成功。しかし直後にジムが第二世代に右腕を食いちぎられる事故が発生する。その際に自らのエゴを優先し、第二世代を海中に逃がしてしまう。サメを始末しようとしたカーターからは叱責された上、事故発生後にはラッセルの問い詰められて遺伝子改造の件を白状し、仲間から冷たい眼で見られ、反発を受けるようになる。
仲間が次々と死んでいく中、なおも研究に拘り続け冠水した自室へデータを取りに行く。そこで第一世代の一頭の襲撃に遭うもテーブルの上に逃げ、とっさにウエットスーツを脱いで下着姿となって絶縁体がわりに足の下に敷き、ブレーカーのコードを引きちぎってサメの口の中に放り込み感電死させることに成功する。しかし、その代償として肝心の研究データは帯電により破壊されてしまう。スーザン自身も海上への脱出には成功したが、第二世代の本当の目的を知り自責の念からとどめを刺すための囮となりおびき寄せることに成功するも逃げ切れずに、自らが生み出したサメに食い殺されるという悲劇的な最期を迎えた。しかし、彼女の自己犠牲によりカーターとプリーチャーは第二世代を殺すことに成功し、生き残った。
カーター・ブレイク
アクアティカの所員で、施設の"サメの番人"の役割を持ち、水中に潜っての飼育中のサメの監視、サメが脱走した際の捕獲や、実験の際に追い込む等の作業を主に任されている。スペイン語が話せる。アクアティカで働く以前は密輸の罪で3年の懲役を受けており、仮釈放の身となった後、ラッセルにアクアティカの所員として雇われたという経緯を持つ。「水が好き」と自ら言うように水泳が得意。もっとも、社会に貢献しようとは思っておらず、仮釈放が消えるという理由で「反論する」といった「波風」を立てないという独自の理念で働いている。しかしサメの異常な行動を早くから不審に思い、一度スーザンを問いつめたことがあるが彼女が仮釈放の件をちらつかせてきた為、引き下がざるをえなかった。
冷静な性格で、事故発生後はリーダーの役割となってアクアティカからの脱出方法を考え出す。潜水時はAGAマスクを着用し、水中で発砲できるショットガン型の麻酔銃、足首にはナイフを携帯する。過去において学校に通ったことがない。周囲の仲間には内緒だがスーザンとは互いに好意を抱いており(本編ではカットされたが、スーザンとキスするシーンがある)、彼女を愛するが故に事件の発端となった彼女を責め切ることができないジレンマに苦しむ。スーザンが第二世代を倒すべく囮になった際、自身がサメを退治するよりも愛する彼女を助ける選択を取り海に飛び込むが、助けられず目の前で食い殺されてしまう。カーター自身もサメに襲われるが、最終的にプリーチャーと協力して仲間達の仇を討ち、生き残る。
ラッセル・フランクリン
大富豪でキマイラ製薬の社長。スーザンたちの上司で、カーターの雇い主。AGAマスクで難破船ダイブやアルプスに登山するといった冒険家気質な性格を持つ。アルプスの登山の際、雪崩で一週間雪に生き埋めになるも5人の仲間と共に生還した（元々7人いたが途中で2人死亡）過去を持つ。事故発生後、スーザンを問いつめてサメの遺伝子操作をしていた事を暴露させ、スーザンたちに「自然界に存在しない4tのアオザメは何を考えているか？」という謎かけをする。その後、内輪揉めばかりしていたカーターたちに団結するよう説得する途中、水中から飛び出してきたサメに食い殺された。
ジャニス・ヒンギンス（ジャン）
アクアティカの所員で海洋生物学者。金髪のショートカットの美人。普段着はかなりラフなものを着ている。人付き合いが上手く、アクアティカに訪れたラッセルのガイドを任された。第二世代から脳細胞を抽出する実験ではサメの心拍数の計測を担当する。同僚のジムとは恋人同士で、ラッセルに「優秀な学者」と紹介している。スーザンが遺伝子改造を告白した際、事故発生でジムを見殺しにするしかなかったことに激しい怒りを覚え、スーザンを「馬鹿な女」と罵った（本編ではカットされたが、スーザンの美しさに嫉妬していた）。脱出するためにスーザンと和解したものの、エレベーターシャフトに逃げる途中で梯子から水に転落。カーターが救助しようとするも叶わずサメに無残に食い殺された。可愛らしい見た目とは裏腹に気が強い性格で、ポーカーでは常に強いカードを狙っていたらしい。彼女の自室で見つかったスタミナフードも「パワーバー（Power Bar）」という強気な名前のものだった。
トム・スコギンズ（スコッグズ）
アクアティカの所員。アクアティカの建築構造に詳しい。第一世代の一頭がクルージングの民間人を襲った事故の件で、スコッグスが柵の門を閉め忘れたことが原因だとカーターに指摘されるが、これを否定した。小心者で事故発生後半ばパニック状態に陥る、卑猥な言動をとるといった登場人物の中で最も極限状態のストレスに耐えきれないでいる人物として描かれる。余りにも卑猥な言葉ばかりを口にするのでプリーチャーには「何を考えてる？」と怒られ、カーターには「病気だな」と呆れられている。第二世代からの脳細胞の抽出実験では各コンピューターのデータリンクを行うオペレーターを担当する。事故発生後、根本的な原因となったスーザンを見限り強く反発した。逃げる途中、水没した階段の排水のためカーターとポンプの修理に向かい、装置を直すがその直後サメに食い殺され、せっかく直した装置もサメに破壊されてしまった。
ジム・ウィットロック
アクアティカの所員で医療学者。恋人のジャンからは「優秀で素晴らしい人」と称賛されている。サメの脳細胞を抽出する実験ではサメのX線スキャンの操作を担当するが、実験が成功した直後に突然麻酔から目覚めた第二世代に右腕を食いちぎられてしまう。この時点ではかろうじて一命をとりとめ、すぐさま担架に乗せられたまま救助ヘリに運ばれる途中で、電動ウィンチの故障でサメのいる海中に落下、第二世代に生きたまま実験室の防水ガラスを破壊する道具にされてしまう。後にスーザンと結託して、サメの遺伝子改造を行っていた事が暴露される。緊張感に欠けている性格なのか風上で小便をしてラッセルに怪訝な目を向けられたり、実験中にタバコを吸おうとしてジャンに睨まれる場面がある。後に排水ポンプの修理に潜って来たカーターの前に死体となった姿で現れ、普段冷静な彼を大きく動揺させている。
シャーマン・ダドリー（プリーチャー）
アクアティカの専属料理人。過去に結婚していたようで、子どもがいる。ペットでオウムのバード（なぜか口が悪く、飼い主のプリーチャーに対していつも暴言を吐いている）をいつも肩に止まらせているが中盤で第一世代に食べられてしまった。また、敬虔なキリスト教徒で首には十字架のペンダントを下げている。スコッグスの卑猥な言動に「最低だ」と言い切ったり、仲間が死んでもデータに拘るスーザンを厳しく咎めるなど素直な性格の持ち主ではあるが、事故発生時に「神のおぼし召し」として禁酒の誓いをあっさりと破る一面がある。また、逃げ込んだ先のオーブンが作動した際の「聖書の獅子の穴のダニエルかよ!? オーブンでコックが死ぬなんて冗談がすぎるぜ!」という台詞や、自分の遺言のビデオを撮る際の「オムレツを作る時は卵は2つ、牛乳を混ぜるのは間違いだ」など、ところどころで皮肉や冗談を口に出すこともある。事故発生後、危険を察知し逃げたバードと離れ離れになり、冠水した通路で屋内に侵入してきた第一世代の一頭に遭遇する。逃げこんだオーブンがサメに攻撃され、スイッチが運悪く入ってしまい窮地に追い込まれるが、偶然持っていた斧を使って脱出に成功する。オーブンから漏れたガスに火のついたライターを投げてサメを爆死させ、バードの仇を討った。その後カーター達と合流し海上へ脱出した直後に第二世代に襲われるが、ペンダントを使ってサメの目を潰し間一髪難を逃れる。その後サメとの格闘の際に負った傷で気絶していたが、スーザンの囮作戦の際に意識を取り戻し、カーターと協力して第二世代に止めを刺し、生き残った。
ブレンダ
アクアティカの所員で、施設の通信係を担当しており、所員へのモーニングコールや海上の気象情報の報告も行っている。陽気な性格で、よく大音量で音楽を鳴らしては踊ったりしている。事故発生時、救助ヘリがサメの企みで通信室に衝突した際、爆発に巻き込まれて命を落とした。
ボートの女・男
ボートの上で逢引きを楽しんでいた二組のカップル。施設から逃げだしたサメに襲われ水中に転落したものの、間一髪でカーターに助けられる。

## キャスト
| 役名             | 俳優                                                              | 日本語吹替          | 日本語吹替    |
| 役名             | 俳優                                                              | ソフト版            | 日本テレビ版  |
| ---------------- | ----------------------------------------------------------------- | ------------------- | ------------- |
| スーザン         | サフロン・バロウズ                                                | 深見梨加            | 田中敦子      |
| カーター         | トーマス・ジェーン                                                | 大塚芳忠            | 小杉十郎太    |
| ラッセル         | サミュエル・L・ジャクソン                                         | 池田勝              | 池田勝        |
| ジャニス         | ジャクリーン・マッケンジー                                        | 井上喜久子          | 小林優子      |
| スコギンズ       | マイケル・ラパポート                                              | 大滝寛              | 青山穣        |
| ジム             | ステラン・スカルスガルド                                          | 石塚運昇            | 谷昌樹 仲野裕 |
| プリーチャー     | LL・クール・J                                                     | 茶風林              | 塩屋浩三      |
| ブレンダ         | アイダ・タートゥーロ                                              |                     | 喜田あゆ美    |
| バード（声）     | メアリー・ケイ・バーグマン（台詞） フランク・ウェルカー（鳴き声） | 中村千絵            |               |
| ヘリのパイロット | ダニエル・レイ ヴァレント・ロドリゲス                             | 辻親八              |               |
| ボートの女       | エリン・バートレット サブリナ・ヘーリンクス                       | 鈴木紀子 浜野ゆうき |               |
| ボートの男       | イール・ポデル                                                    | 吉田孝              | 白熊寛嗣      |
| ケヴィン         | ダン・ティール                                                    | 海老原英人          | 真殿光昭      |
| キマイラ製薬重役 | ロニー・コックス                                                  |                     |               |

- 再放送の際は日本テレビ版で放送されることが多い

## 地上波放送履歴
| 回数   | テレビ局   | 番組名             | 放送日        | 吹替版       |
| ------ | ---------- | ------------------ | ------------- | ------------ |
| 初回   | 日本テレビ | 金曜ロードショー   | 2003年7月11日 | 日本テレビ版 |
| 2回目  | フジテレビ | プレミアムステージ | 2004年6月19日 | 日本テレビ版 |
| 3回目  | テレビ朝日 | 日曜洋画劇場       | 2006年7月9日  | 日本テレビ版 |
| 5回目  | テレビ東京 | 木曜洋画劇場       | 2008年5月8日  | 日本テレビ版 |
| 6回目  | 日本テレビ | 金曜ロードショー   | 2010年9月24日 | 日本テレビ版 |
| 7回目  | テレビ東京 | 午後のロードショー | 2012年8月29日 | 日本テレビ版 |
| 8回目  | テレビ東京 | 午後のロードショー | 2017年8月23日 | 日本テレビ版 |
| 9回目  | テレビ東京 | 午後のロードショー | 2019年8月1日  | 日本テレビ版 |
| 10回目 | テレビ東京 | 午後のロードショー | 2021年8月12日 | 日本テレビ版 |

## 備考
- 本作品で登場したアオザメは宇宙航空技術を使ったアニマトロニクスのロボットとCG合成によって作られており、サメがズームアップされたり登場人物が直にサメを触れるシーン等ではロボットを、サメが素早く動くシーンや人を捕食するシーンなどではCGで再現されている。ロボットサメの馬力は凄まじく、暴走して接触した場合は時速80kmの4tトラックに激突するほどの衝撃を受けることになると言われていた。実際にスーザンが補助電力によりサメに攻撃を行うシーンのリハーサルにおいて「誤動作によって突然跳ね上がり、セットの天井を粉々に吹き飛ばした」程の威力があったとされている。
- アクアティカの海上部の撮影は、『タイタニック』で使用された、世界で最も巨大なプールで撮影された。また、カーターのいる水中ゲート室も同じプールで撮影を行ったが、室内構造とプールの深さの都合でゲート室の室内構造を修正することになった。
- カーターがイタチザメの口から車のプレートを外すシーンは、地中海のサメの生息地でカーター役のトーマスが本物のイタチザメに取りつく場面と、アクアティカ海上部セットのプールでイタチザメの背中にしがみつくシーンを上手くつなぎ合わせたものである。また地中海での撮影では監督から「左手をサメに噛ませるように」との指示があり、トーマスは実際にサメに左手を噛みつかせた。このシーンでイタチザメが口にくわえていた車のナンバープレートは、映画『ジョーズ』でイタチサメの胃袋から異物を取り出すシーンで使われた車のナンバープレートを使用している。これは、ディープ・ブルーそのものが、JAWSをリスペクトした作品であることを知らしめるための要素として監督が考え出したものである。これ以外にも本作品では『ジョーズ』をオマージュしているシーンが多々ある。
- 製作開始前のキャスティング交渉において優先的に決定されていたサミュエルは、当初プリーチャーとは別のコック役として出演するはずであったが、ストーリー上、同じ立場の人物が2人いると見栄えがしなくなる事、また、マネージメント担当者からの要望「単なる英雄ではインパクトが薄い」といった理由で廃案となり、代わりに大富豪で会社社長、冒険家でもあるリーダー格のラッセルへと役柄が変更された[3]。物語上の役割も「グループで一番頼りになるであろう人物に意図的に長台詞を始めさせ、観客の気を緩ませたところへ突然ショッキングな退場」という形となった。サミュエルは自身がコック役である原案に対して「これならコックでも良かったかな」との言葉を残している一方、大富豪を演じるのはサミュエル自身も経験のない事であったため、ラッセルという役柄についても非常に気に入っていた。
- 監督レニー・ハーリンによると、本作キャスティング案の見本は「エイリアン」であり、上記ラッセルのショッキングな途中退場も「殆どが無名俳優による映画エイリアンにおいて唯一顔が知られている俳優トム・スケリット、最も賢く、最も著名で頼りになるダラス船長役の彼が中盤で死ぬ（正確にはエイリアンに攫われ行方不明になる）と、観客はショックを受け、不安になる」という部分を、サミュエル曰く「おそらくギャラが一番高い私」リーダー格ラッセルの退場によって踏襲させた物としている。
- アクアティカ水上部の撮影場所の近くにはゴルフコースがあり、サミュエルが本作品のオファーを受け入れる理由としてこのゴルフコースのことを挙げている。因みにサミュエルは現場に到着してすぐに、そのゴルフコースでゴルフを満喫した。しかし、その翌日に「嵐の中、負傷したジムをずぶ濡れになりながらヘリに搬送する」シーンを撮影し、本人は撮影前にずぶ濡れになることを聞かされなかった為に「話が違う」と苦笑いしたという。
- 序盤にアクアティカは水上施設が爆破されるが、これは「爆破シーンに使用するミニチュア模型の予算を節約するため、水上セットで必要なシーンを一通り撮影した後、そのまま爆破した」映像であり、ラストシーンの水上施設は「一度爆破した跡地へ部分的に建て直した」セットを使用した撮影である。
- 万が一に備えてという理由で、スコギンズ役のマイケルは遺書を綴り、弁護士を雇っていた。またマイケルは「自分以外のキャスト全員も遺書を綴っていた」とも語っている。
- エレベーターシャフトで梯子から転落したジャニスをカーターが逆さ吊りになって助けようとするシーンは、監督の作品『クリフハンガー』をオマージュしたものである。
- 音楽を手掛けたのは、プログレッシブ・ロック・バンド「イエス (バンド)」の元メンバーであるトレヴァー・ラビン。

## 日本語版制作スタッフ
- DVD・Blu-ray

演出：高橋剛 翻訳：久保喜昭 調整：新井保雄 制作：米屋林太郎（プロセンスタジオ） 製作：ワーナー・ホーム・ビデオ、プロセンスタジオ
- テレビ

その他出演者 乃村健次、江川大輔、MAI、大久保利洋、宇乃音亜季
演出：伊達康将 翻訳：久保喜昭 効果：サウンドボックス 調整：金谷和美 制作：東北新社

## 続編
『ディープ・ブルー2』（原題：Deep Blue Sea 2）
テレビでは2021年7月3日に「サタ☆シネ」で地上波初放送された。
『ディープ・ブルー3』（原題：Deep Blue Sea 3）